# Астахівська волость
Астахівська волость — історична адміністративно-територіальна одиниця Міуського, потім Таганрізького округ Області Війська Донського з центром у слободі Астахова. 
Станом на 1873 рік складалася зі слободи та 2 селищ. Населення — 1865 осіб (929 чоловічої статі та 936 — жіночої), 245 дворових господарств і 7 окремих будинків. 
Найбільші поселення волості:
- Астахова — слобода над річкою Велика Кріпка, 1322 особи, 166 дворових господарства та 7 окремих будинків;
- Нижньо-Крепінське — селище над річкою Велика Кріпка, 351 особа, 49 дворових господарств;
- Ново-Олександріське — селище над річкою Тузлів, 192 особи, 30 дворових господарств;